# Хьюберт Фарнсворт
Хьюберт Дж. Фарнсворт (англ. Hubert J. Farnsworth) — персонаж мультсериала «Футурама». Профессор, старейший член Академии Изобретателей, владелец и основатель компании Planet Express.
В сериале является праплемянником и правнуком Фрая. Имеет клона по имени Кьюберт Фарнсворт, который фактически является также родственником.

## Биография
Профессор Хьюберт Фарнсворт родился 9 апреля 2841 года в одной из самых грязных трущоб Нового Нью-Йорка. Он начал читать, когда ещё ходил в подгузниках, в 8 лет. В 44 года начал свой путь изобретателя. Быстрые машины, злачные места и красивые женщины — профессор смоделировал всё это, работая в своей маленькой однокомнатной квартире.
Также известно, что в прошлом он был влюблен в девушку-робота по имени Unit (англ. «блок», «модуль») — эпизод Proposition Infinity, однако она изменила ему. Кроме того, у него был роман с Мамочкой, в которую до сих пор влюблён и от которой есть сын Игнар.
Чтобы заработать денег для своих научных исследований, Фарнсворт основал фирму Planet Express по межпланетной перевозке грузов и сейчас является её владельцем. Также он преподаёт в Марсианском Университете квантовую математику нейтриновых полей (профессор придумал это название, чтобы студенты боялись даже появиться на его лекциях). 70 лет назад он работал в компании Мамы, но ушёл оттуда из-за того, что она хотела сделать новую игрушку «Кот-мурлыка», придуманную профессором, 10-метровой и стреляющей лазером из глаз. Однако, в фильме «Игра Бендера» его уволили после получения кристалла и антикристалла.
Фарнсворт является изобретателем множества гениальных вещей — например, «часов смерти», «Машины Судного дня», нюхоскопа и машины «Что, если?..». А в серии «The Late Philip J. Fry» изобрёл машину времени, которая умеет путешествовать только в будущее, и смог благодаря ей дважды увидеть начало и конец Вселенной, и ещё Профессор убил Гитлера и (случайно) Элеонору Рузвельт.
В 2999 году старый экипаж Planet Express был съеден гигантскими космическими осами (предыдущие экипажи также погибли), поэтому появление на Новый Год Фрая, Лилы и Бендера оказалось очень кстати. Все они были приняты на работу по доставке посылок.
Всех людей, достигших 160 лет, забирают роботы, чтобы отправить на планету престарелых. Фарнсворт не избежал этой участи, и только благодаря своей команде он смог спастись.
У Фарнсворта есть злейший враг и конкурент в научном мире — его бывший студент, профессор Огден Вёрнструм. 100 лет назад он получил на экзамене оценку «пять» с минусом и поклялся страшно отомстить своему преподавателю. Так, в ежегодном конкурсе на приз Академии Изобретателей он представляет «скафандр для рыбы» и выигрывает первую премию; также Фарнсворт и Вёрнструм постоянно противостоят в изобретениях для спасения Земли (спасение от мусорного астероида, «A Big Piece of Garbage»; бриллиантий/бриллиантиллий, «Футурама: Зверь с миллиардом спин».

## Внешний вид и характер
Хьюберт Фарнсворт почти всегда одинаково одет — белый халат, светло-зелёный свитер с горлом, бирюзовые штаны на резинке, светло-зеленые тапочки, но при любом удобном случае предпочитает избавляться от одежды. Очень плохо видит (что является одним из поводов для насмешек), из-за чего носит очки с толстенными линзами, которые, кроме всего прочего, имеют настройки резкости. Постоянно говорит «Хорошие новости! (Good news, everyone!)», когда сообщает о новой миссии или о чём-то важном, зачастую отнюдь не хорошем. Фарнстворт употребляет биологически активную добавку «Хорошие новости», которая имеет прямое отношение к веществам, без которой профессор может быстро состариться (S07P16). Часто впадает в маразм.
В отношении интеллектуального развития профессор чрезвычайно непостоянен. Его интеллект то не уступает умам великих учёных, то не превышает уровня пятилетнего ребёнка. Наиболее ярко противоречия в его уме и элементарной логике показываются в эпизоде «A Clockwork Origin». Профессору Фарнсворту понадобилось не более двух часов, чтобы соорудить из обломков роботодинозавров простейший межзвёздный корабль, однако на создание рогатки из резинки и железной рогатины у него ушло около 12 часов.